# Yên Sơn, Hà Quảng
Yên Sơn là một xã thuộc huyện Hà Quảng, tỉnh Cao Bằng, Việt Nam.

## Địa lý
Xã Yên Sơn nằm ở phía tây nam huyện Hà Quảng, có vị trí địa lý:
- Phía đông giáp xã Ngọc Động
- Phía tây giáp huyện Nguyên Bình
- Phía nam huyện Nguyên Bình và xã Thanh Long
- Phía bắc giáp huyện Bảo Lạc

Xã Yên Sơn có diện tích 27,86 km², dân số năm 2019 là 1.174 người, mật độ dân số đạt 42 người/km².
Trên địa bàn xã có các ngọn núi như Can Phó, Cốc Khẻ, Phạt Phin, Pù Cút.

## Hành chính
Xã Yên Sơn được chia thành 6 xóm: Bình Minh, Cốc Lùng, Cốc Trà, Ngàm Vảng, Phia Khao, Vài Thai.

## Lịch sử
Trước năm 1966, xã Yên Sơn thuộc huyện Hà Quảng.
Ngày 7 tháng 4 năm 1966, Hội đồng Chính phủ ban hành Quyết định 67-CP về việc chuyển xã Yên Sơn sang trực thuộc huyện Thông Nông mới thành lập.
Đến năm 2019, xã Yên Sơn được chia thành 9 xóm: Bó Rẹc, Cốc Lùng, Cốc Trà, Chọc Mòn, Nậm Cốp, Khao Thượng, Vài Thai, Khao Hạ, Ngàm Vảng.
Ngày 9 tháng 9 năm 2019, Hội đồng Nhân dân tỉnh Cao Bằng ban hành Nghị quyết số 27/NQ-HĐND về việc:
- Sáp nhập hai xóm Khao Hạ và Khao Thượng thành xóm Phia Khao
- Sáp nhập ba xóm Nặm Cốp, Chọc Mòn, Bó Rẹc thành xóm Bình Minh.

Ngày 1 tháng 2 năm 2020, sáp nhập toàn bộ diện tích và dân số của huyện Thông Nông trở lại huyện Hà Quảng. Xã Yên Sơn thuộc huyện Hà Quảng như hiện nay.